# (153591) 2001 SN263

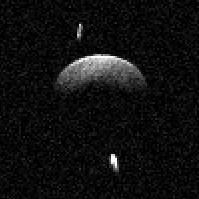
2001 SN263 và hai vệ tinh của nó.

(153591) 2001 SN263 là một tiểu hành tinh có chứa carbon, được phân loại là vật thể gần Trái Đất và tiểu hành tinh có khả năng nguy hiểm trước đây thuộc nhóm Amor, đường kính khoảng 2,6 km.
Nó được phát hiện bởi dự án nghiên cứu tiểu hành tinh gần Trái Đất Lincoln tại Địa điểm thử nghiệm thí nghiệm của Lincoln Lab ở Socorro, New Mexico, vào ngày 20 tháng 9 năm 2001.
Hai mặt trăng hành tinh nhỏ đồng bộ có kích thước khoảng 770 và 430 mét và có chu kỳ quỹ đạo lần lượt là 16,46 và 150 giờ.

## Cơ bản
2001 SN263, đối tượng chính của hệ thống tam giác này, là một tiểu hành tinh gần Trái Đất có carbon bất thường thuộc loại B hoặc sáng hơn một chút. Nó quay quanh Mặt trời ở khoảng cách 1,0 một lần2,9 AU 2 năm 10 tháng (1.023 ngày). Quỹ đạo của nó có độ lệch tâm 0,48 và độ nghiêng 7 ° so với đường hoàng đạo. Một khám phá đầu tiên đã được thực hiện tại Đài thiên văn Palomar trong Cuộc khảo sát bầu trời số hóa năm 1990, kéo dài vòng quan sát của cơ thể thêm 11 năm trước khi quan sát khám phá chính thức tại Socorro. Nó có khoảng cách giao nhau quỹ đạo tối thiểu Trái Đất (MOID) là 0,0520 AU (7,780.000 km), chuyển thành khoảng cách 20,3 âm lịch. Với MOID Trái Đất trên 0,05 AU, 2001 SN263 không còn là một tiểu hành tinh nguy hiểm tiềm tàng, nhưng nó đã được MPC phân loại như vậy cho đến đầu năm 2017. Quan sát radar cho thấy nó có đường kính 2,5 km. Bề mặt của nó có suất phản chiếu thấp 0,048. Các đường ánh sáng quay thu được từ các quan sát trắc quang cho thời gian quay là 3,423 giờ (kết quả tốt nhất) với độ sáng thay đổi giữa 0,13 và 0,27 độ lớn (U = 2/3/3). Các quan sát radar đã đồng thời khoảng thời gian 3,4256 giờ và mô hình hóa tiếp theo của cả quan sát đo phóng xạ và trắc quang đã cho trục quay là (309,0 °, −80,0 °) theo tọa độ hoàng đạo (λ,).

## Hệ ba
Năm 2008, các nhà khoa học sử dụng radar hành tinh tại Đài thiên văn Arecibo đã phát hiện ra rằng vật thể này quay quanh hai vệ tinh, khi tiểu hành tinh ba thực hiện cách tiếp cận gần Trái Đất 0,066 AU (gần 10 triệu km). Cơ thể lớn nhất (sơ bộ được gọi là Alpha) có dạng hình cầu, với các trục chính là 2,8 ± 0,1 km, 2,7 ± 0,1 km và 2,9 ± 0,3 km, với đường kính hiệu quả 2,5 ± 0,3 km và mật độ 1,1 ± 0,2 g / cm3. Các vệ tinh, được đặt tên là Beta và Gamma, có kích thước nhỏ hơn nhiều lần. Beta có đường kính 0,77 ± 0,12 km và Gamma 0,43 ± 0,14 km.
Chỉ có ba tiểu hành tinh được xác định rõ ràng khác trong quần thể gần Trái Đất là (136617) 1994 CC, được phát hiện là một hệ thống ba trong năm 2009 và 3122 Florence, được phát hiện là một hệ thống ba trong tháng 9 năm 2017.

### Đặc điểm quỹ đạo của các vệ tinh
Các tính chất quỹ đạo của các vệ tinh được liệt kê trong bảng này. Các mặt phẳng quỹ đạo của cả hai vệ tinh đều nghiêng so với nhau; độ nghiêng tương đối là khoảng 14 độ. Độ nghiêng lớn như vậy gợi ý về các sự kiện tiến hóa trong quá khứ (ví dụ như cuộc gặp gỡ gần gũi với một hành tinh trên mặt đất, giao thoa cộng hưởng chuyển động trung bình) có thể đã kích thích quỹ đạo của chúng từ cấu hình coplanar sang trạng thái nghiêng.
| Tên           | Đặt tên theo                    | Khối lượng  | Bán trục lớn | Chu kỳ quỹ đạo | Độ lệch tâm |
| ------------- | ------------------------------- | ----------- | ------------ | -------------- | ----------- |
| Gamma (trong) | Chữ Gamma (bảng chữ cái Hy Lạp) | ~10×1010 kg | 3.8 km       | 0.686 ngày     | 0.016       |
| Beta (ngoài)  | Chữ Beta (bảng chữ cái Hy Lạp)  | ~24×1010 kg | 16.6 km      | 6.225 ngày     | 0.015       |

## Đánh số và đặt tên
- Đánh số: 263
- Tên: Không

- Hệ ba:
1: Gamma
2: Beta